# شونیا ایتو
شونیا ایتو (انگلیسی: Shunya Itō؛ زادهٔ ۱۷ فوریهٔ ۱۹۳۷) یک کارگردان فیلم، و فیلم‌نامه‌نویس اهل ژاپن است.